# Dayao
Dayao léase Da-Yáo (en chino:大姚县, pinyin:Dàyáo xiàn) es un condado bajo la administración directa de la prefectura autónoma de Chuxiong. Se ubica al norte de la provincia de Yunnan, sur de la República Popular China. Su área es de 4146 km² y su población total para 2010 fue +200 mil habitantes.

## Administración
El condado Dayao se divide en 12 pueblos que se administran en 8 poblados y 4 villas. 